# 德鲁日诺耶 (卢甘斯克州)
48°23′50″N 39°45′38″E / 48.39722°N 39.76056°E
德鲁日诺耶（俄语：Дружное），又按乌克兰语名译为德魯日内（烏克蘭語：Дружне），法理上是烏克蘭東部盧甘斯克州多夫然斯克区的村莊。該村始建於1967年，面積2.5平方公里，海拔高度126米，2001年人口429，人口密度每平方公里171.6人。